# برايان غلين
برايان غلين (27 أبريل 1940 في المملكة المتحدة - 27 سبتمبر 2007) (بالإنجليزية: Brian Glynn)‏ هو لاعب كريكت بريطاني. لعب مع نادي وارويكشاير للكريكيت ‏.

## وصلات خارجية
- برايان غلين على موقع إي آس بي آن كريك إنفو (الإنجليزية)